# Acaia
Acaia (em grego: Αχαϊα; romaniz.: Akhaïa) é uma unidade regional da Grécia, localizada na região da Grécia Ocidental. Está situada na costa norte do Peloponeso. Sua capital é a cidade de Patras.
Acaia foi também a denominação de uma antiga província romana, a Acaia.

## História
Seu primeiro rei foi Tisâmeno, filho de Orestes, que ocupou a Acaia depois de ser expulso de Esparta pelos heráclidas. A Acaia continuou a ser governada por seus descendentes até Ogigo quando, insatisfeitos com o despotismo dos filhos de Ogigo, os habitantes mudaram o governo para a democracia. Até o tempo de Felipe e Alexandre, a liga das cidades da Acaia permaneceu uma democracia.